# Ursula Bassler
Ursula Rita Bassler, née le 9 juillet 1965 à Weil am Rhein, est une physicienne franco-allemande. 
Elle est présidente du Conseil du CERN de 2019 à 2021 et directrice adjointe de l'Institut national de physique nucléaire et des particules (IN2P3) du CNRS. Elle est directrice des relations avec les parties prenantes pour la période 2026–2030.

## Enfance et éducation
Ursula Bassler naît le 9 juillet 1965 à Weil am Rhein, en Allemagne.
Elle déménage en France en tant que fille au pair et devient étudiante en physique à l'Université Pierre et Marie Curie à Paris. Elle y obtient son doctorat en physique des particules en 1993.

## Carrière
Elle est recrutée au sein du Laboratoire nucléaire et des hautes énergies, unité mixte de recherche entre le Centre national de la recherche scientifique, et l'Université Pierre et Marie Curie, où elle travaille sur la physique des particules en collision. Bassler utilise dans ses recherches les données de l'accélérateur de particules HERA, où elle participe à l'étude de la structure du proton en tant que membre de l'expérience H1 à DESY en Allemagne,.
En 1998, Bassler rejoint l'expérience DØ au Fermilab,, où sa responsabilité est de diriger l'étalonnage du calorimètre DØ,. Cet outil est un détecteur permettant de mesurer les énergies des particules de la façon la plus précise.
Pendant l'Année mondiale de la physique en 2005, Bassler tient un blog sur Quantum Diaries. En 2006, elle crée le projet Collisions, un projet multimédia avec Anaïs Prosaïc en tant que réalisatrice, qui met à l'honneur les physiciens et ingénieurs qui travaillent pour le Grand collisionneur de hadrons. Le documentaire du même nom sort en 2008.
En 2007, elle est nommée chef du département de physique des particules à l'Institut de recherche sur les lois fondamentales de l'univers du Commissariat aux énergies alternatives et à l'énergie atomique (CEA),.
En 2014, elle devient directrice adjointe scientifique en physique des particules et informatique à l'IN2P3, avant d'en devenir la directrice adjointe de 2016 à 2018. À l'IN2P3, Bassler a travaillé sur l'approbation des mises à niveau des détecteurs à haute luminosité du LHC (HL-LHC) et la participation française à l'Open Science Cloud européen.
Elle est membre du conseil scientifique de DESY.
En septembre 2018, Bassler est proposée par l'Allemagne et la France pour devenir la 23e présidente du Conseil du CERN. Après son mandat de deux ans, de 2019 à 2021, elle retourne à l'IN2P3 en tant que directrice adjointe scientifique pour les laboratoires, l’Europe et le rayonnement scientifique.
Bassler a publié plus de 500 articles évalués par des pairs au cours de sa carrière et le livre Étonnants infinis est publié sous sa direction.